# Васпитање женске деце у Античком Риму
Образовање девојака у Риму било је на вишем нивоу него у Атини. На карактер васпитања у великој мери утицао је римски морал и улога коју је жена имала у друштву. Девојке су васпитаване да буду послушне и скромне. Училе су да преду вуну. У почетку се мислило да је ово довољно да оне постану добре супруге, али се касније јавља потреба да се и девојке образују као и њихова браћа. Због тога крећу у школу.

## Образовање
Основне школе су биле мешовите. Дечаци и девојчице су у истим клупама учили да читају и пишу и за све је важила иста строга дисциплина. Девојчице нису пратиле дечаке до краја школовања. Након завршене основне школе девојке из аристократских породица су ишле у приватне школе заједно са рођакама или пријатељицама или су код куће имале приватне часове. Учитељи су углавном били Грци. Девојке су училе грчку и латинску књижевност, а нарочито поезију. Важно место у њиховом образовању имала је музика. Училе су да певају епове пратећи се лиром. Неке од њих су научиле да састављају песме еолског стила. Када је у Августиново доба ушла у моду елегија, девојке су се забављале њеним комповањем, а неке од композиција су сачуване до данас. Девојке које су имале виши коефициент интелигенције училе су филозофију. Имале су веома либерално васпитање, јер је, за разлику од васпитања младића, васпитање девојака избегло контролу магистрата пошто је било приватно. Овакво васпитање је олакшало продирање јелинизма у Рим, чиме се објашњава улога великих матрона, почев од Сципионовог времена па надаље. Девојке које су добијале ову врсту васпитања понекад су одбијале да се подвргну традиционалним дужностима матроне, јер сувише волеле да играју и свирају. И поред овог, већина младих Римљанки су биле изврсне супруге. Аристократско васпитање су могле да приуште девојке из богатијих породица, док су оне сиромашније добијале само основно знање. Од мајки су добијале прва упутства о вођењу домаћинства. Удате жене су имале већу слободу него жене у Грчкој и биле су више једнаке са мушкарцима.